# 金黃火口魚
金黃火口魚，為輻鰭魚綱鱸形目隆頭魚亞目慈鯛科的其中一種，分布於中美洲貝里斯至宏都拉斯大西洋岸的淡水流域，體長可達15公分，棲息在湖泊及溪流，生活習性不明，可作為觀賞魚。

## 擴展閱讀
維基物種上的相關：金黃火口魚